# Forza Motorsport 2
『Forza Motorsport 2』（フォルツァ モータースポーツ 2）はマイクロソフトから2007年5月(欧州、オーストラリアでは6月)に発売されたXbox 360用レースゲーム。Forza 2と略される。2005年5月にXbox で発売された Forza Motorsportの続編。

## 概要
Microsoft Game StudiosとTurn 10の制作するXbox 360用レースシミュレーションゲームである。リアルなレースを表現するための詳細な車両の挙動計算や、衝突した車両が破損するダメージ表現といったXbox 360のハードスペックを活かした技術が注ぎ込まれている。世界各国のメーカーの300以上の車種でレースを行うことができ、様々なパーツの取り付けや、チューニングやペイントにより幅広いカスタマイズが可能である。 
複数台のXbox 360とディスプレイ、ソフトを使用することで最大5スクリーン（前方、左右、バックミラー、観戦）でのマルチディスプレイ環境でのプレイが可能である。前方の画面を担当するセットを中心（音声の出力やゲームの操作はこのセットで行う）に、それ以外の画面を担当するセットをLANで接続し同期させる方式である。
Forza Motorsport 2の販売に先駆けマイクロソフトは日産と業務提携を行っており、初回限定版にはゲーム内でNISSAN FAIRLADY Z - Custom Forza Editionを購入できる入手権利カードが同梱されており、カードに書かれている25桁のコードをマーケットプレースで入力することでダウンロードされるキーファイルによってアンロックされる。この初回限定版のパッケージには「Forza Motorsport 2 初回限定BONUS CAR」と書かれたステッカーが貼られている。また日本では本作の発売日に、Xbox 360ワイヤレスレーシングホイールが同時発売された（アメリカなどForza2以前から発売されていた地域もある）。

## 登場車種
DLCも含め全部で349車種が登場する。これらの車種は市販車6クラス、レーシングカー4クラスに分類される。市販車はパーツの交換によってクラスが変動するがレーシングカーのクラスになることはない。
市販車
Dクラス
一般的な市販車。フォード・フォーカス SVT、フォルクスワーゲン・ゴルフ GTI など
Cクラス
市販のスポーツカー。アウディ・S4、日産・フェアレディZ など。
Bクラス
ポルシェ・ケイマン S、アストンマーティン・V12ヴァンキッシュなど
Aクラス
シボレー・コルベット Z06、TVR・タスカンなど
Sクラス
スーパーカー。フェラーリ・エンツォフェラーリ、ポルシェ・カレラGT など
Uクラス
初期状態でUクラスの車種はクライスラー ME Four-Twelve と TVR・サーブラウスピード12の2車種のみ。DLCとしてケーニグセグ・CCGT、フェラーリ・FXX、フェラーリ・F50GT、マセラティ・MC12 コルセ、フェラーリ・F40Competizioneがある。
レーシングカーはR1からR4に分かれるが、アップグレードはできずそのクラスが変動することは無い。

## ゲームモード
Arcade
純粋にCPUと対戦を行ったり、特定の車でのラップタイムを競うモード。
Career
様々なレースを勝ち抜き賞金と車を集めるモード。詳細は後述。
Multiplayer
Xbox Liveやシステムリンク、分割画面で対戦などを行うモード。Xbox Liveでできることについては後述。

### Careerモード
Careerモードではプレイヤーはアジア・アメリカ・ヨーロッパのいずれかの地域に住むレーサーとなり、レースを重ねて賞金と車を集めていく。賞金によってプレイヤーはレベルアップしていき、様々なメーカーとの関係を構築することで車を購入するときに割引を受けたり、メーカーから車がプレゼントされることがある。また車毎に賞金を集めることでアップグレード用のパーツを扱うメーカーから割引を受けられるようになる。
集めた賞金は新しく車を買ったり既存の車のアップグレード用のパーツを購入するのに使う。なお賞金はレース毎に基準額が設定されており、それに対して難易度（対戦相手であるCPUのレベルだけでなく、ABS等のアシストの有無やダメージ計算のON/OFFも加味される）やレース中に受けたダメージによる修理費用、装備しているアップグレードなどによるボーナスによる補正が行われる。
またプロダクションカーにオリジナルのペイントをすることもできる。ペイントに関する流行については後述。

#### レースのカテゴリ
Carrerモードに登場するレースのカテゴリは以下の通り。
ビギナーズグラウンド
練習用コースでの、地域や駆動形式による制限付きのレース。
アマチュアカップレース
エンジンやボディのタイプによる限定レース。
メーカーのクラブレース
メーカーやモデルによる限定レース。
セミプロ
エンジンの馬力制限のあるレース。
ライバル車種レース
特定の2系列のモデルによるレース。プレイヤーは2系列のどちらを使用しても良い。
地域別チャンピオンシップ
地域とクラスによる限定レース。
ファクトリースペックレース
特定車種のオリジナルでの状態によるレース。
プロフェッショナルシリーズ
クラス限定のレース。このレースでは決まった順でレースを行い、順位によって得られるポイントで総合順位を決める。
耐久レース
クラス限定の長距離レース。

#### アップグレード
レースで得た賞金によって、プロダクションカーやカスタムチューンカーに以下の様々なアップグレードを行うことができる。パーツには3段階のクラスがあり（上位の車になると下位のパーツがないこともある）、車体やボディのパーツには最上位のレース用パーツで性能の微調整ができる部位がある。
- エンジン - 吸排気系統や燃料系等の交換により馬力を上げる。ターボやスーパーチャージャーの搭載や、車によってはエンジンの根本的な交換も可能。
- 車体 - ブレーキやサスペンション等、足回りのパーツを交換し安定性を向上させる。車体自体の軽量化も可能。
- タイヤ - タイヤやホイールの交換によりグリップなどを強化する。
- ボディ - バンパーやウィングの交換で空力特性を改善しグリップを改善する。車によってはボンネットの軽量化も可能。

プロダクションカーやカスタムチューンカーは性能を数値化したパフォーマンスインデックスが設定されており、この数値によってD・C・B・A・S・Uの6段階のクラス分けがされている。アップグレードによりこの数値は変動し、アップグレードの結果クラスが上がることもある。
レースカーにはこのようなアップグレードはなく、車毎にR1～R4のいずれかのクラスが設定されている。

#### オンライン
- Xbox Liveを通じて最大8台でのオンラインプレイ。
- オンラインランキング機能。上位のプレイヤーについては、リプレイデータをダウンロードして再生することも可能。
- オンラインレースの生中継機能。開催中のオンラインレースを、レース参加者以外が観戦可能。
- ゲーム内オークションを通じた車の売買。
- Xbox Liveのフレンドへ車をギフトとして送付。

##### Xbox Live ダウンロードコンテンツ
先述したとおり、本作の初回出荷分にはNISSAN FAIRLDAY Zのカスタムバージョンをアンロックするキーファイルをダウンロードできる25桁のコードが同梱されている。なお発売当初このコードが利用可能な状態になっていなかったというトラブルがあった。
またカナダやヨーロッパでは以下の3台をアンロックするキーファイルのコードやゲーム内容などを収録した冊子を同梱した「Limited Collector's Edition」が発売された。
- Subaru Impreza S204
- Saleen Mustang S281E
- Ferrari 360 Challenge Stradale

一般公開のダウンロードコンテンツは2007年12月現在5つ配信されている。車両追加のダウンロードコンテンツについてはそのうちの1台だけ（第1弾のみ3台）が利用可能な無料ダウンロードと全車が利用可能になる有料ダウンロードで同じファイルが用意されているため、無料ダウンロードのみの利用者でも有料ダウンロード利用者とのオンラインプレイなどは問題なく行える。
- 第1弾 - 2007年8月6日配信開始。NISSAN パック（日産車3台）についてはForza motorsport 2のスポンサーであるNissan USAによる無償提供、PEUGEOT 908は50マイクロソフトポイント。
  - 2007 NISSAN 350Z（新型FAIRLADY Z の北米仕様車）
  - 2007 NISSAN SENTRA SE-R
  - 2007 NISSAN ALTIMA
  - PEUGEOT 908
2007年のルマン24時間レースで2位。Forza motorsport 2で唯一のペイントできるレーシングクラスの車種となっている。
- 第2弾 - 2007年9月配信開始。価格は400マイクロソフトポイント、無料ダウンロード対応車はSeat Leon Cupra。
  - Seat Leon Cupra
  - 2006 Audi R10 (#8 Audi Sport Team Joest) Prototype
  - 1970 Dodge Challenger R/T Hemi
  - 2006 Dodge Challenger Concept
  - 2006 Honda Civic Si Coupe
  - 2007 Honda Civic Type-R
  - 1967 Lamborghini Miura P400
  - 2006 Lamborghini Miura Concept
  - 2007 Porsche 911 GT3 RS (997)
  - 2007 Saturn Sky Red Line
  - 2007 SEAT Leon Supercup
- 第3弾 - コースにツインリンクもてぎが追加される。400マイクロソフトポイント。
- 第4弾A - 2007年12月7日配信開始。コースにロードアメリカ(en:Road America)が追加される。100マイクロソフトポイント。
- 第4弾B - 2007年12月7日配信開始。価格は400マイクロソフトポイント、無料ダウンロード対応車はRenault Clio Renaultsport 197。
  - 2007 Renault Clio Renaultsport 197
  - 1973 Pontiac Firebird Trans Am SD-455
  - 1980 Renault 5 Turbo
  - 1983 Audi Sport Quattro
  - 1991 BMW E30 M3
  - 1998 Porsche 911 GT1
  - 2006 Ferrari FXX
  - 2007 Ferrari 599 GTB Fiorano
  - 2007 Lamborghini Gallardo Superleggera
  - 2008 Audi R8 Road Car
  - 2008 Koenigsegg CCGT
- 第5弾 - 2008年3月19日配信開始。価格は400マイクロソフトポイント、無料ダウンロード対応車はPeugeot#1 Peugeot Sport Espana 207 Super2000。
  - 2007 Peugeot #1 Peugeot Sport Espana 207 Super2000
  - 2007 Audi S5
  - 2007 Audi TT Coupe S-Line
  - 2008 BMW Motorsport M3 E92
  - 1971 BMW Motorsport 3.0 CSL
  - 1996 Ferrari F50 GT
  - 2007 Ferrari 430 Scuderia
  - 1989 Ferrari F40 Competizione
  - 2007 Lamborghini Murcielago LP640
  - 2006 Maserati MC12 Corsa
  - 2008 Mitsubshi Lancer Evolution X GSR
  - 2008 Porsche 911 GT2(997)

これらのダウンロードコンテンツは車両についてはゲーム中のショップに項目が追加されるだけであり、実際に使用するためにはCareerモードで得た賞金を使って購入する必要がある。またコースについてはArcadeモードやMultiplayerモードに追加される物であり、Careerモードでは影響を受けない。

##### ユニコーンカー
ユニコーンカーは、ゲーム内のカー・ディーラーや追加されるDLCでは手に入れることが出来ない車両の事で、入手条件は、ターン10が主催するライバル、リーグなどのイベントで課された条件をクリアするなどで手に入れられる。しかし常にチャンスがあるわけでなく、入手できるイベントの開催日時をターン10ホームページでチェックする必要がある。本作より「5」を除く、ほぼすべてのタイトルで配信するようになった。
- 2002 Chevrolet Camaro 35th Anniversary SS
- 2005 Lotus Exige Espionage
- 2000 Mitsubishi Lancer Evolution VI TME

## カスタムペイントカー作成
本作ではカスタマイズの一環として、円や多角形などといった基本的な幾何学的な図形（ベクターイメージ）を重ね合わせることで、車体にカスタムペイントをほどこすことが可能である。この機能を最大限に駆使し、日本人プレイヤーを中心としてある種の職人芸的なペイントパターンによって、漫画・アニメやゲーム等のキャラクターを車体に描く、仮想の『痛車』（いたしゃ）作りや、実際にサーキットを走ったレーシングカーのカラーリングを再現したレプリカや、企業や商品名のロゴを入れた架空の商用車などを作りあげるカスタムが盛り上がりを見せた。
Xbox Liveでのフォト公開や、ゲーム内オークションでオリジナルペイント車の売買を行なうといったゲーム購入者のみの閉じた世界だけではなく、YouTubeやニコニコ動画といった映像投稿サイトを通じ、それらデザインされた車が公開されたことで大きな反響をもたらした。なお、TURN10の関係者は日本人に『頭文字D』の主人公藤原拓海が乗車している「藤原とうふ店（自家用）」のデカールが施されたAE86をオークションに出してほしいとねだるほどである。なお、スキャンした写真やイラスト（ビットマップ画像）を直接車体に（テクスチャとして）貼り込むことはできない。

## 収録コース

### 実在サーキット
- ラグナ・セカ(Mazda Raceway Laguna Seca)
- ムジェロ・サーキット(Mugello Autodromo Internazionale)
- ニュルブルクリンク北コース(Nürburgring Nordschleife)
- ロードアトランタ(en:Road Atlanta)
- セブリング・インターナショナル・レースウェイ(Sebring International Raceway)
- シルバーストン・サーキット(Silverstone)
- 鈴鹿サーキット(Suzuka Circuit)
- 筑波サーキット(Tsukuba Circuit)
- ツインリンクもてぎ(Twin Ring Motegi)（ダウンロードコンテンツで追加）
- ロード・アメリカ（ダウンロードコンテンツで追加）

### オリジナルサーキット
- Maple Valley Raceway
- New York Circuit
- Nissan Speedway
- Sunset Peninsula
- Test Track

## 参考資料
1. ↑  http://assets.xbox.com/ja-jp/others/forzamotorsport2/Forza2_MultiScreen.pdf
2. ↑  みんな、オラにディスプレイとXbox 360を分けてくれ――5画面プレイを頑張って実現してみました（ITmedia 2007年06月28日）
3. ↑  北米日産、Microsoftとのオンライン広告提携を拡大（ITmedia NEWS 2006年11月21日）
4. ↑  「Forza 2」初回限定BONUS CARご利用コードについて、「Forza 2」BONUS CARご利用コード続報（以上2件はマイクロソフト社員ブログより）、「Forza Motorsport 2初回限定BONUS CAR」のご利用コードについてのお知らせ（Forza Motorsport 2 ブログ改め、 元Forza担当による、Forza情報やレース&ゲームよもやま話（仮題） 2007年5月24日）
5. ↑  “YouTubeのゲーム動画が起こした予想外のできごと”.   Nikkei NET IT PLUS (2007年6月15日). 20070918092942時点のオリジナルよりアーカイブ。2014年10月18日閲覧。
6. ↑  Message from Turn 10